# アウト・オブ・ザ・ボックス
アウト・オブ・ザ・ボックス（英語: Out of the box、OOTB、オフ・ザ・シェルフとも）は、特にソフトウェアおいて、インストール直後から、またはインストールを伴わない場合でも、設定を必要とせずに動作する製品の機能や特徴のこと。また、すべてのユーザーがデフォルトで利用でき、その機能を使用するために追加料金を支払う必要がないこと、また設定する必要もないことを意味する。